# 南国太平記
『南国太平記』（なんごくたいへいき）は、1930年（昭和5年）6月12日から1931年（昭和6年）10月17日まで「東京日日」「大阪毎日」に発表された直木三十五の小説（挿絵は石井鶴三）、および本作を原作とした映画作品である。幕末の薩摩藩における内紛（お由羅騒動）を題材としている。小説は大ヒットし、直木の月収は1000円を超えたとされている。

## ビブリオグラフィ
- 『南国太平記』前・中、誠文堂、後、番町書房、1931年
- 『南国太平記』前・中・後、春陽堂（日本小説文庫）、1932年
- 『南国太平記』、「書下し全集 第8巻」所収、改造社、1933年
- 『南国太平記』1-5巻、春陽堂書店（春陽文庫）、1953年
- 『南国太平記』上・下、同光社、1955年
- 『南国太平記』上・中・下、新潮文庫、1960年
- 『南国太平記』、廣済堂出版、1974年
- 『南国太平記』、河出書房新社、1979年
- 『南国太平記』、上・下、角川文庫、1979年
- 『南国太平記』、ノーベル書房、1980年
- 『南国太平記』、「直木三十五作品集」所収、文藝春秋、1989年 ISBN 4163107908
- 『南国太平記』上・下、講談社文庫「大衆文学館」所収、講談社、1997年 上 ISBN 406262074X、下 ISBN 4062620782

## フィルモグラフィ
本作を原作に生前、没後を含めて10本の映画がつくられた。直木原作の映画全体の20％を占める。最初の映画化は1931年で、松竹下加茂撮影所作品と東亜キネマ京都撮影所作品が1月10日に同日封切りされるという異常な人気を示した。同年内に5本の『南国太平記』シリーズが競作された。没後の5本を含め、全10作がすべて京都の撮影所で製作されている。
松竹下加茂撮影所 - 1931年
- 南国太平記 前篇　監督井上金太郎、脚本秋篠珊次郎、撮影杉山公平、主演月形龍之介、高田浩吉、堀正夫、森静子、浦波須磨子、東栄子
- 南国太平記 後篇 義刃血河の巻　撮影鎌田吉太郎

東亜キネマ京都撮影所 - 1931年
- 南国太平記 第一篇/第二篇　監督山口哲平、脚本小国比沙志・竹井諒、撮影小柳京之助、主演羅門光三郎
- 南国太平記 双竜篇　撮影山中真男
- 南国太平記 爆発篇　撮影山中真男

J.Oスタヂオ - 1937年
- 南国太平記　監督並木鏡太郎、脚本三村伸太郎、撮影玉川正夫・安本淳、演出補助今井正、音楽深井史郎、主題歌伊藤久男・豆千代、プロデューサー池永和央・押山保明・井上正之、主演大河内伝次郎、黒川弥太郎、花井蘭子、櫻町公子、汐見洋、上田吉二郎、進藤英太郎、鬼頭善一郎

東映京都撮影所 - 1954年
- 南国太平記　監督渡辺邦男、脚本高岩肇、撮影渡辺孝、主演片岡千恵蔵、木暮実千代、千原しのぶ、花柳小菊、堀雄二、大友柳太朗
- 続南国太平記 薩南の嵐　監督渡辺邦男、脚本高岩肇、撮影渡辺孝、主演片岡千恵蔵、木暮実千代、千原しのぶ、花柳小菊、堀雄二、薄田研二、大友柳太朗

東映京都撮影所 - 1960年
- 南国太平記 比叡の血煙り　監督秋元隆太、脚本野上龍雄、撮影杉田正二、音楽富永三郎、プロデューサー神戸由美、主演里見浩太郎、伏見扇太郎、花園ひろみ、黒川弥太郎、南郷京之助、中里阿津子
- 南国太平記 薩摩の狼火　監督秋元隆太、脚本野上龍雄、撮影杉田正二、音楽富永三郎、プロデューサー神戸由美、主演里見浩太郎、伏見扇太郎、花園ひろみ、黒川弥太郎、南郷京之助、喜多川千鶴

テレビドラマ - 1979〜1980年に『風の隼人』のタイトルでNHK総合テレビで放映された。

## 関連作品
- 『益満休之助』 - 本作の続編。本作に登場する架空の人物も引き続き登場する。1935年に極東映画製作、羅門光三郎主演で映画化されている。